# Ich bin immer für Dich da!
Ich bin immer für Dich da! (Urdu: ميں ہوں نا، Hindi,मैं हूँ ना, maiṃ hū͂ nā, Wörtl. Übersetzung: Ich bin da, I Am Here) ist ein Bollywood-Film, der von Farah Khan geschrieben wurde und bei dem sie auch Regie führte. Gauri Khan und Shahrukh Khan produzierten ihn. Er kam am 30. April 2004 in die indischen Kinos.
Der Film handelt von einem indischen Major, Ram Sharma, der zur Universität zurückkehrt, um seinen Halbbruder zu finden und Sanjana, die Tochter eines Generals, zu beschützen.
Der Film ist bemerkenswert wegen der sehr lebhaften (und teilweise recht un-indischen) Musik und der Tanzsequenzen (die Regisseurin ist eigentlich Choreographin). Viele der Actionsequenzen erinnern an Filme wie Mission: Impossible und The Matrix – wie zum Beispiel eine Verfolgungsjagd, die eine in Flammen aufgegangene Rikscha beinhaltet.

## Handlung
Ich bin immer für Dich da! erzählt die Geschichte von Major Ram Prasad Sharma und seinen Versuchen, den Terroristen Raghavan Datta aufzuhalten. Außerdem versucht Ram gleichzeitig die Beziehung zur Ehefrau seines Vaters und seinem Halb-Bruder Laxman, der von seinen Freunden bzw. in der Schule Lucky genannt wird, wiederherzustellen, die ihn beide ablehnen, da er einer unehelichen Beziehung entstammt. Auch lehnt Laxman alles, was mit Militär zu tun hat, ab und verachtet es zu tiefst.
Raghavan möchte ein militärisches Projekt namens Milaap (Einheit; in der deutschsprachigen Synchronisation „Versöhnung“) sabotieren, das einen ersten Schritt zur Freundschaft zwischen Indien und Pakistan darstellt. Indien wird fünfzig pakistanische Gefangene freilassen, die für das Übertreten der Grenze festgenommen wurden – die meisten von ihnen sind Dorfbewohner, die die Grenze aus Versehen übertreten haben. Raghavan möchte nicht, dass Frieden zwischen Indien und Pakistan ist, da er seinen Sohn im indisch-pakistanischen Konflikt in Kaschmir verloren hat und einen tiefen Hass für Pakistan und alle Pakistaner hegt. Später im Film kommt heraus, dass Raghavans Sohn nicht durch Pakistaner, sondern durch indische Soldaten zu Tode kam, was dieser natürlich nicht wahrhaben will.
Als erstes versucht Raghavan das Projekt Versöhnung zu stoppen, indem er den verantwortlichen General töten will. Dies wird von Major Rams Vater vereitelt, indem er sich vor den General wirft und so die für jenen bestimmte Kugel mit dem eigenen Körper aufhält.
Während der Vater stirbt, bittet er Ram, die Beziehung zu seinem Halb-Bruder Laxman zu kitten, der in der Universitätsstadt Darjiling nahe dem Himalaya lebt und von dem Ram bisher nichts wusste, und zu seiner Ehefrau Matur, die Rams Vater verlassen hat, weil sie seinen unehelichen Sohn Ram nicht akzeptieren konnte. Beide Brüder sollen die Asche ihres Vaters in den Ganges streuen.
Raghavan versucht erneut, das Projekt zu stoppen: dieses Mal bedroht er die Tochter des Generals, Sanjana. Der General bittet Major Ram darum, Sanjana zu beschützen; Ram würde viel lieber dem Wunsch seines Vaters folgen und sich auf die Suche nach seinem Halb-Bruder begeben. Sanjana und Laxman besuchen das gleiche College, also kann Ram Laxman suchen und gleichzeitig Sanjana beschützen.
Also kommt Ram als Student ans College. Er ist viel älter als alle Studenten, die sich über ihn lustig machen. Doch nachdem er Laxman, der sich Lucky nennt, das Leben rettet, wird er akzeptiert. Außerdem verliebt er sich in die neue Chemielehrerin Miss Chandini und zieht als Untermieter ins Haus von Lucky und dessen Mutter.
Raghavan kommt unerkannt als Lehrer ans College. Er lässt nach einigen Recherchen Ram auffliegen, so dass Mrs. Sharma ihn aus ihrem Haus wirft. So kann Raghavan Schüler und Lehrer als Geiseln nehmen. Er verlangt Ram als Geisel. Es kommt zum Kampf zwischen Raghavan und Ram, bei dem Raghavan und ein Teil der Schule von einer Handgranate erwischt werden und Raghavan stirbt. Am Ende machen Ram und Lucky ihren Collegeabschluss.

## Synchronisation
Die deutsche Synchronisation entstand nach dem Dialogbuch unter der Dialogregie von Dagmar Preuss im Auftrag der Bavaria Film Synchron München.
| Darsteller       | Rolle                     | Synchronsprecher   |
| ---------------- | ------------------------- | ------------------ |
| Shah Rukh Khan   | Major Ram Prasad Sharma   | Pascal Breuer      |
| Zayed Khan       | Laxman Sharma             | Benedikt Weber     |
| Amrita Rao       | Sanjana                   | Stephanie Kellner  |
| Sushmita Sen     | Miss Chandni              | Christine Stichler |
| Sunil Shetty     | Raghavan                  | Jacques Breuer     |
| Kabir Bedi       | General Bakshi            | Wolfgang Hess      |
| Naseeruddin Shah | Shekhar Sharma            | Leon Rainer        |
| Kirron Kher      | Mrs. Sharma               | Viktoria Brams     |
| Bindu            | Mrs. Kakkad               | Angelika Bender    |
| Boman Irani      | Der Rektor                | Gudo Hoegel        |
| Satish Shah      | Professor Rasai           | Hans-Rainer Müller |
| Rakhi Sawant     | Mini                      | Maren Rainer       |
| Rajiv Panjabi    | Percy                     | Manuel Straube     |
| Nassar Abdulla   | TV-Moderator Rajat Saxena | Crock Krumbiegel   |
| Praveen Sirohi   | Vivek                     | Dirk Meyer         |

## Ausstrahlung in Deutschland
Am 27. Mai 2005 strahlte RTL II Ich bin immer für dich da! um 20:15 Uhr aus. Insgesamt verfolgte 1,21 Millionen Zuschauer den Film bei einem Marktanteil von 6,1 Prozent. In der werberelevanten Zielgruppe waren es 0,84 Millionen bei 10,4 Prozent Marktanteil.

## Auszeichnungen
Ich bin immer für Dich da! wurde für zehn Filmfare Awards nominiert, unter anderem für Bester Hauptdarsteller, Bester Komiker, Beste Nebendarstellerin, Bester Nebendarsteller, Beste Regie, Bester Schurke und Bester Film, aber letztendlich hat er nur einen Filmfare Award gewonnen: Filmfare Award/Beste Musik für Anu Malik.
Weitere Auszeichnungen:
- IIFA Award – Star Gold Auszeichnung Regiedebüt des Jahres
- Zee Cine Award – Auszeichnung Bestes Regiedebüt

## Trivia
Die Namen einiger Hauptfiguren sind an berühmte indische Sagengestalten angelehnt. So tragen der Major und sein Bruder die Namen der beiden göttlichen Brüder Ram und Laxman. Der Anführer der Terroristen dagegen trägt den Namen von Rams Gegenspieler, dem Dämonenkönig Ravana. In einigen Dialogstellen gehen die Hauptpersonen sogar selbst auf diese Namensgleichheiten ein.